# Avanti ¡que pase el siguiente!
Avanti ¡que pase el siguiente! fue un programa de televisión emitido por Antena 3, presentado por Carlos Sobera, que se emitía la noche de los viernes en Prime time en España, su mecánica puede recordar al mítico concurso Un, dos, tres... responda otra vez. Empezó las emisiones el 27 de abril del 2012, sustituyendo así, la versión semanal de Atrapa un millón. Terminó el 3 de agosto del 2012.
En agosto de 2012 la cadena española Antena 3 decidió paralizar las grabaciones del programa de Carlos Sobera debido a las bajas audiencias que últimamente estaba cosechando el programa, aunque la cadena estaría estudiando hacer una versión diaria en sustitución de Atrapa un millón para el próximo curso, pero que no llegó a producirse.
Se trataba de una adaptación del concurso italiano Avanti un altro!

## Presentadores
- Carlos Sobera (2012)
- Angy Fernández (2012)

### Colaboradores
- Mag Lari (2012)

### Invitados
- Santiago Segura (27 de abril de 2012)[3]
- Carlos Latre (4 de mayo de 2012)[4]
- Arturo Valls (11 de mayo de 2012)
- Leo Harlem (18 de mayo de 2012)
- Santiago Segura (1 de junio de 2012)
- Santi Rodríguez (8de junio de 2012)
- Santiago Segura (15 de junio de 2012)
- Arturo Valls y Chenoa (22 de junio de 2012)
- Josema Yuste (29 de junio de 2012)
- Miki Nadal (6 de julio de 2012)
- Àngel Llàcer (13 de julio de 2012)
- Arturo Valls (20 de julio de 2012)
- David Fernández y Edu Soto (3 de agosto de 2012)

## Mecánica del juego
El formato no es un concurso al uso, sino que mezcla preguntas de conocimiento con espectáculo. Los concursantes esperan de pie su turno para participar en la "cola". Cuando son elegidos, distintos colaboradores pueden interrumpirles para hacer lo que quieran: cantar, preguntar, etc.
El ganador provisional se sitúa en un sillón esperando al participante que supere su marca, o le rete a un duelo. Una vez llegue alguien que logre mejorar esa cifra, pierde ese "trono" en favor del nuevo ganador provisional, algo que puede cambiar en el último minuto.

### Juego inicial
En este juego, se podían ganar hasta 1 600 000 € divididos en 54 rótulos compuestos de:
- 1 rótulo de 150 000 €;
- 1 rótulo de 120 000 €;
- 5 rótulos de 75 000 €;
- 5 rótulos de 50 000 €;
- 5 rótulos de 40 000 €;
- 5 rótulos de 30 000 €;
- 5 rótulos de 25 000 €;
- 5 rótulos de 20 000 €;
- 5 rótulos de 15 000 €;
- 5 rótulos de 10 000 €;
- 5 rótulos de 1 000 €;
- 5 rótulos con El duelo;
- 2 rótulos con Avanti.

El concursante que juega en primer lugar debe responder a preguntas de cultura general divididas en 32 categorías:
- Triplete: el concursante debe responder correctamente por lo menos a 3 preguntas de 4 de las que se dan 2 opciones, acerca de un tema general;
- Prueba cinematográfica: el concursante debe responder por lo menos a 3 preguntas de 4 diciendo si la película era en blanco y negro o a color en un minuto, si responde correctamente debe lanzar una tarta con nata en la cara de unos de los chicos;
- Prueba de categoría: el jugador debe responder correctamente a una pregunta con 3 opciones de respuesta sobre una categoría che podría ser sobre tres dibujos legados entre los, arte, tendencias, juegos de bromas, noticias, objetos, cine, historia etc.
- Prueba cantantes e imitación: el concursante con los cascos en las orejas debe escoger escribiendo sobre un tablero 3 cantantes sobre 4 que Angy Fernández cantaba y Arturo Valls imitaba bailando;
- Prueba ¿quién tiene la peluca?: el jugador debe escoger en un minuto de 8 chicos, 4 chicos que segundo él tiene la peluca. El jugador supera la prueba si acierta per lo menos 3 chicos que tienen la peluca;
- Prueba de nacionalidad: el concursante de 6 chicas debe escoger cual de las chicas es de una nacionalidad cierta en un minuto;
- Prueba de nombres: el jugador debe responder correctamente a una pregunta sobre el nombre verdadero de un cierto personaje de la que se dan 4 opciones;
- El letrista: el concursante debe formular 3 palabras da 4 letras en un minuto donde las 4 chicas tienen una letra adelante y una otra atrás;
- Prueba historia y sonidos: el jugador debe escoger 5 sonidos de 8 que pertenecen a la historia dicha para Àngel Llàcer y que animaba con unos objetos;
- Baloncesto móvil: el concursante debe hacer cesto 5 veces en 45 segundos lanzando las bolas en un cesto movido para Àngel Llàcer;
- Prueba de peso: el jugador debe elegir en un minuto 8 personas del público quién segundo él pesa por ejemplo 80 kilos. El jugador supera la prueba si por lo menos uno de ellos pesa ese cantidad;
- Prueba de canciones y animales: el jugador con los cascos en las orejas debe escoger 3 de 4 animales que pertenecen a las canciones cantadas de Angy Fernández e imitados para Leo Harlem escribiendo los sobre una pizarreta;
- Prueba de canciones y películas: el concursante con los cascos en las orejas debe escoger 3 de 4 películas que pertenecen a las canciones cantadas de Angy Fernández y dibujados para Santiago Segura como pista escribiendo las sobre una pizarreta;
- Prueba de objetos y canciones: el jugador con los cascos en las orejas debe escoger el título de una canción con objetos como pista;
- Prueba de canciones y títulos: el concursante con los cascos en las orejas debe escoger 3 de 4 títulos que pertenecen a las canciones cantadas de Angy Fernández e imitados para Miki Nadal como pista escribiendo los sobre una pizarreta;
- Prueba de canciones y monstruos: el jugador con los cascos en las orejas debe escoger 3 de 4 monstruos que pertenecen a las canciones cantadas de Angy Fernández y dibujados para Santiago Segura como pista escribiendo los sobre una pizarreta;
- Prueba de canciones falladas: el concursante con los cascos en las orejas debe acertar 3 de 4 palabras falladas en el texto de dos canciones cantadas de Angy Fernández escribiendo las sobre una pizarreta;
- Prueba de canciones y países: el jugador con los cascos en las orejas debe escoger 3 de 4 países de que vienes las canciones cantadas de Angy Fernández e imitados para Santi Rodríguez como pista escribiendo los sobre una pizarreta;
- Prueba de canciones y lugares: el concursante con los cascos en las orejas debe escoger 3 de 4 lugares de que vienes las canciones cantadas de Angy Fernández e imitados para Josema Yuste como pista escribiendo los sobre una pizarreta;
- Prueba de canciones y eventos deportivos: el jugador con los cascos en las orejas debe escoger 3 de 4 cantantes o grupos musicales de que vienes las canciones tema de eventos deportivos cantadas de Angy Fernández escribiendo los sobre una pizarreta;
- Prueba de canciones y ciudades: el concursante con los cascos en las orejas debe escoger 3 de 4 ciudades de que vienes las canciones cantadas de Angy Fernández escribiendo las sobre una pizarreta;
- Prueba foto y película: el jugador debe responder por lo menos a 3 preguntas de 4 diciendo de qué película es la banda sonora cantada por Angy Fernández con una foto como indicio. Al final debe ordenar las canciones de la más antigua a la más moderna en 30 segundos;
- Prueba frases y películas: en esta prueba, el concursante debe decir a que película pertenecen al menos a 3 frases de 4 de las que se dan 2 opciones. Por cada respuesta correcta el jugador será vestido de un personaje cinematográfico que tendrá de adivinar;
- Prueba de magia: durante un número mágico de Mag Lari, el jugador debe acertar a una pregunta sobre algo que ha dicho el mago mientras trataba de despistarle;
- Prueba cines y baile: el concursante debe responder por lo menos a 3 preguntas de 4 diciendo a película pertenece un baile;
- Padres y hijos: el jugador en un minuto debe combinar correctamente dos padres con sus dos hijos de entre cuatro personas;
- Prueba animal: el concursante debe acertar 3 preguntas verdadero/falso de 4 sobre un animal y dar un beso a esto;
- Prueba musical: el jugador escuchando las 5 canciones cantadas de Angy Fernández debe cantar la canción que no está en la discografía de un cantante preciso;
- Avanticesto: el concursante debe recibir muchas bolas, que el público ha lanzado al centro del estudio, de tres colores: naranja, azul y amarillo. Después el jugador debe formar en 45 segundos grupos de 5 bolas depositando todas la pelotas en cada urna colorada;
- Prueba foto en trozos: el jugador viendo una foto dividida en 4 trozos debe elegir una de las 4 chicas con el trozo de la foto y acertar el nombre de un personaje famoso;
- Prueba canción y cartulinas: el concursante debe cantar el texto de una canción en un minuto siguiendo las 8 cartulinas con un objeto dibujado como pista.
- Prueba de bailes y naciones: el jugador después haber visto 4 chicas que bailaban un baile de un cierto país debe combinar correctamente en 15 segundos la bandera del país con la chica que bailaba ese baile. Él supera la prueba si acierta por lo menos a 3 bailes.
- Prueba oriental: el concursante debe escoger en 10 segundos cual de dos señoras es china y japonesa.

En el caso de respuesta incorrecta, el concursante es eliminado y debe dejar su puesto a un nuevo jugador de la fila, en cambio, en caso de respuesta correcta, el jugador pesca un rotulo añadiendo su contenido a su premio y entonces puede decir si parar o seguir adelante.
Si el concursante se detiene, sería posible campeón, dejando el puesto a un otro jugador en fila, el cual si excede el premio del jugador anterior toma su puesto.
Si el jugador pesca el rótulo con El duelo, recibe automáticamente la suma del posible campeón y, teniendo dos posibles campeones, habrá un duelo. En esta fase se hace una pregunta entre el rival y el posible campeón, donde ambos deben responder en 10 segundos. El posible campeón no está obligado a responder, pero si aprieta el pulsador debe contestar correctamente y si falla el rival ganará automáticamente el duelo. Si el rival no responde en los 10 segundos o falla la respuesta, sería eliminado, además, si El duelo se pesca cuando el concursante tiene ya dinero y no hay todavía sentado ningún campeón su premio regresará a 0 €.
Si se pesca Avanti, el jugador queda automáticamente eliminado. 
Al final de esta fase, el posible campeón pasará al juego final. 
Si al final del juego inicial no estará ningún campeón provisional, los concursantes que han participado pescarán, uno por vez, un rótulo y será campeón el jugador que ha pescado el rótulo con la cifra más alta en juego.

### Juego final
En este juego final, el concursante que haya acumulado el premio más alto en la fase inicial suma 100 000 € más al total y tiene 150 segundos para responder a 21 preguntas de las que se dan dos opciones, con la dificultad añadida de que debe escoger la opción incorrecta en menos de 2 segundos, donde en caso de fallo o sobrepasar los 2 segundos, volverá a empezar desde el principio. Al final de los 150 segundos, el jugador recibe otros 100 segundos donde en cada segundo que pasa de los 100 000 € iniciales, pierde 1 000 € cada segundo.
Si el concursante al final de los 100 segundos adicionales no termina el camino no ganará nada, en cambio, ganará la suma lograda hasta ese punto, además, si el jugador termina de responder a las 21 preguntas en los 150 segundos ganará todo el premio acumulado en el juego inicial.

## Premios históricos
- El premio más alto ganado de una concursante es de 315 000 € en el programa número 5.
- El segundo premio más alto ganado por un concursante fueron 95 000 € en el decimoprimer programa con Ángel Llàcer de invitado.

## Crítica
La página web vayatele.com hizo una crítica negativa del concurso por considerar que las normas del mismo son demasiado complejas y que la mezcla de concurso y espectáculo hace que todo esté "increíblemente exagerado".

## Audiencias
| Temporada | Temporada | Episodios | Estreno             | Final               | Audiencia media | Audiencia media | Audiencia media |
| Temporada | Temporada | Episodios | Estreno             | Final               | Espectadores    | Cuota           |                 |
| --------- | --------- | --------- | ------------------- | ------------------- | --------------- | --------------- | --------------- |
|           | 1         | 13        | 27 de abril de 2012 | 3 de agosto de 2012 | 1 638 000       | 11,0%           |                 |

### Episodios
| Fecha               | Características del programa                       | Espectadores | Cuota de audiencia | Premio final |
| ------------------- | -------------------------------------------------- | ------------ | ------------------ | ------------ |
| 27 de abril de 2012 | Programa 1 / Invitado Santiago Segura              | 2 594 000    | 14,6%              | 41 000 €     |
| 4 de mayo de 2012   | Programa 2 / Invitado Carlos Latre                 | 2 268 000    | 12,6%              | 21 000 €     |
| 11 de mayo de 2012  | Programa 3 / Invitado Arturo Valls                 | 2 265 000    | 13,9%              | 0 €          |
| 18 de mayo de 2012  | Programa 4 / Invitado Leo Harlem                   | 1 471 000    | 8,8%               | 94 000 €     |
| 1 de junio de 2012  | Programa 5 / Invitado Santiago Segura              | 1 907 000    | 12,2%              | 315 000 €    |
| 8 de junio de 2012  | Programa 6 / Invitado Santi Rodríguez              | 1 784 000    | 11,8%              | 25 000 €     |
| 15 de junio de 2012 | Programa 7 / Invitado Santiago Segura              | 1 350 000    | 9,5%               | 81 000 €     |
| 22 de junio de 2012 | Programa 8 / Invitados Arturo Valls y Chenoa       | 1 441 000    | 10,7%              | 51 000 €     |
| 29 de junio de 2012 | Programa 9 / Invitado Josema Yuste                 | 1 294 000    | 9,7%               | 54 000 €     |
| 6 de julio de 2012  | Programa 10 / Invitado Miki Nadal                  | 1 350 000    | 10,5%              | 69 000 €     |
| 13 de julio de 2012 | Programa 11 / Invitado Àngel Llàcer                | 1 352 000    | 10,8%              | 95 000 €     |
| 20 de julio de 2012 | Programa 12 / Invitado Arturo Valls                | 1 211 000    | 9,9%               | 0 €          |
| 27 de julio de 2012 | Programa 13                                        | 653 000      | 4,8%               | ? €          |
| 3 de agosto de 2012 | Programa 14 / Invitados David Fernández y Edu Soto | 1 007 000    | 8,7%               | 71 000 €     |

     Programa líder en su franja horaria (prime-time).
     Récord histórico de audiencia.
     Mínimo histórico de audiencia.